# 德国矿业博物馆
德国矿业博物馆（英語：German Mining Museum）是一个位于德国波鸿的矿业主题博物馆。是世界上最大的矿业博物馆，也是德国参观人数最多的博物馆之一。

## 历史
1930年在德国波鸿建立，地上展览面积约12,000平方米，博物馆地下有一个长度约2.5公里的原汁原味的演示矿井（其中1.2公里可供公众参观），让游客深入了解矿井的世界。

## 画廊

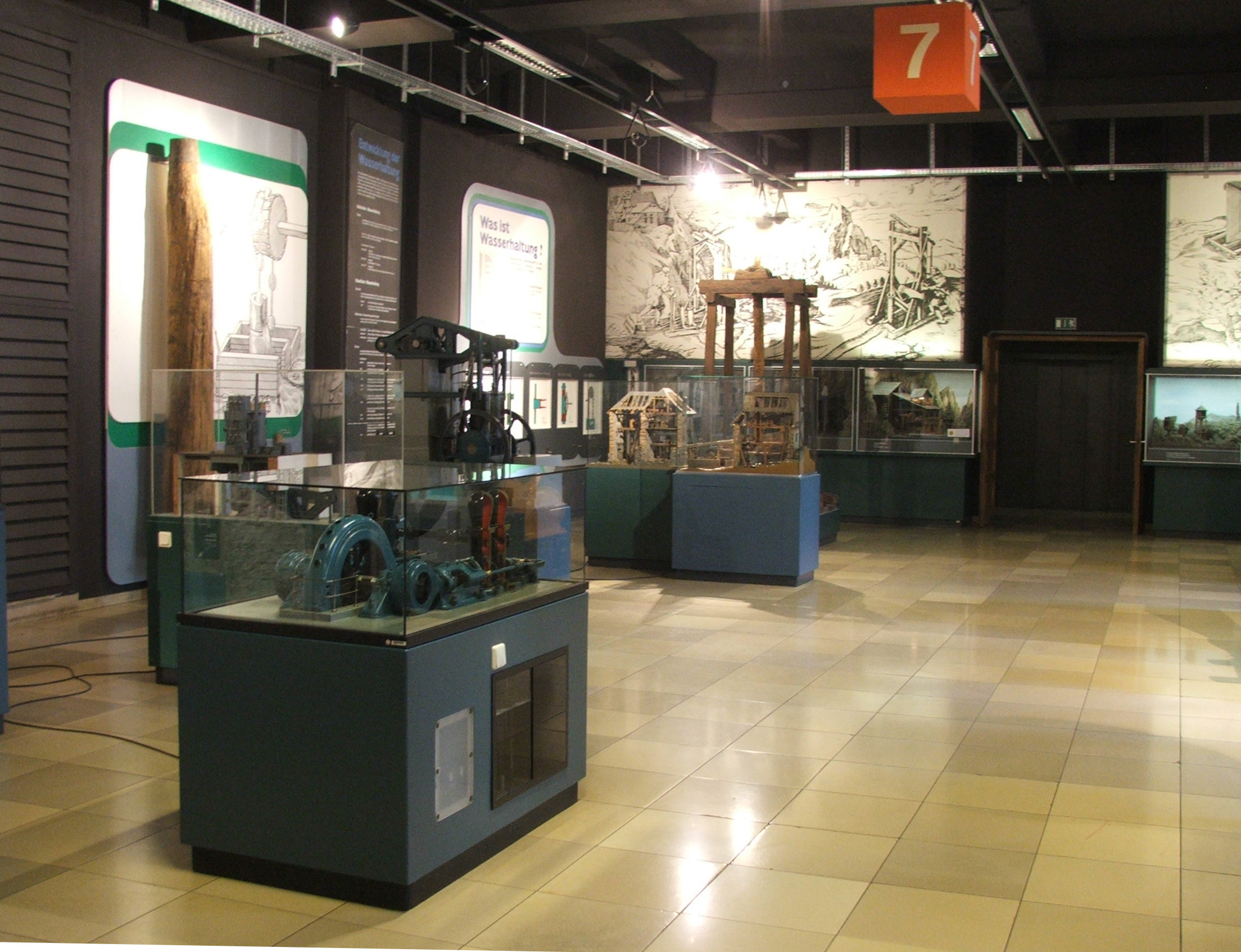
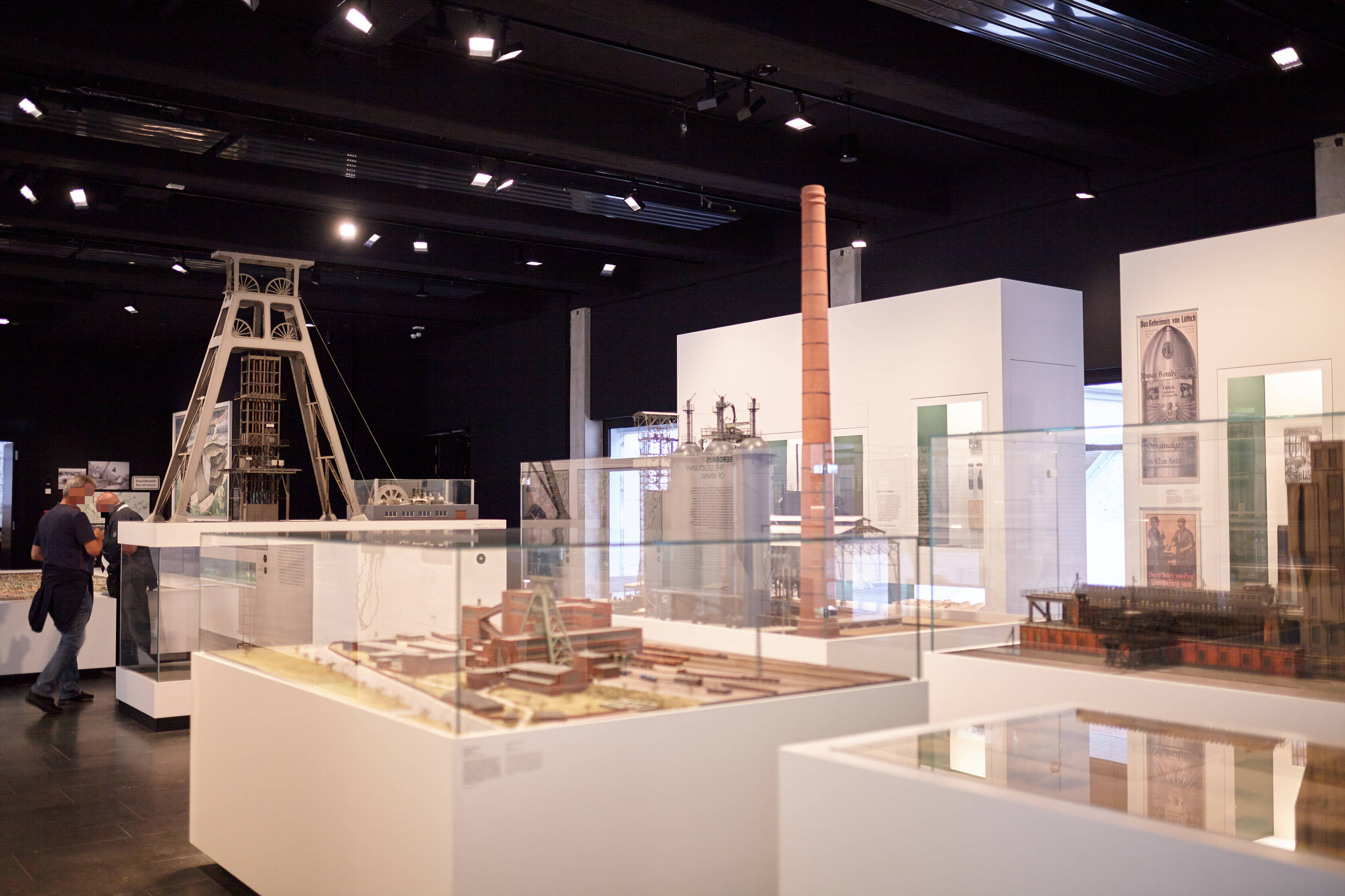
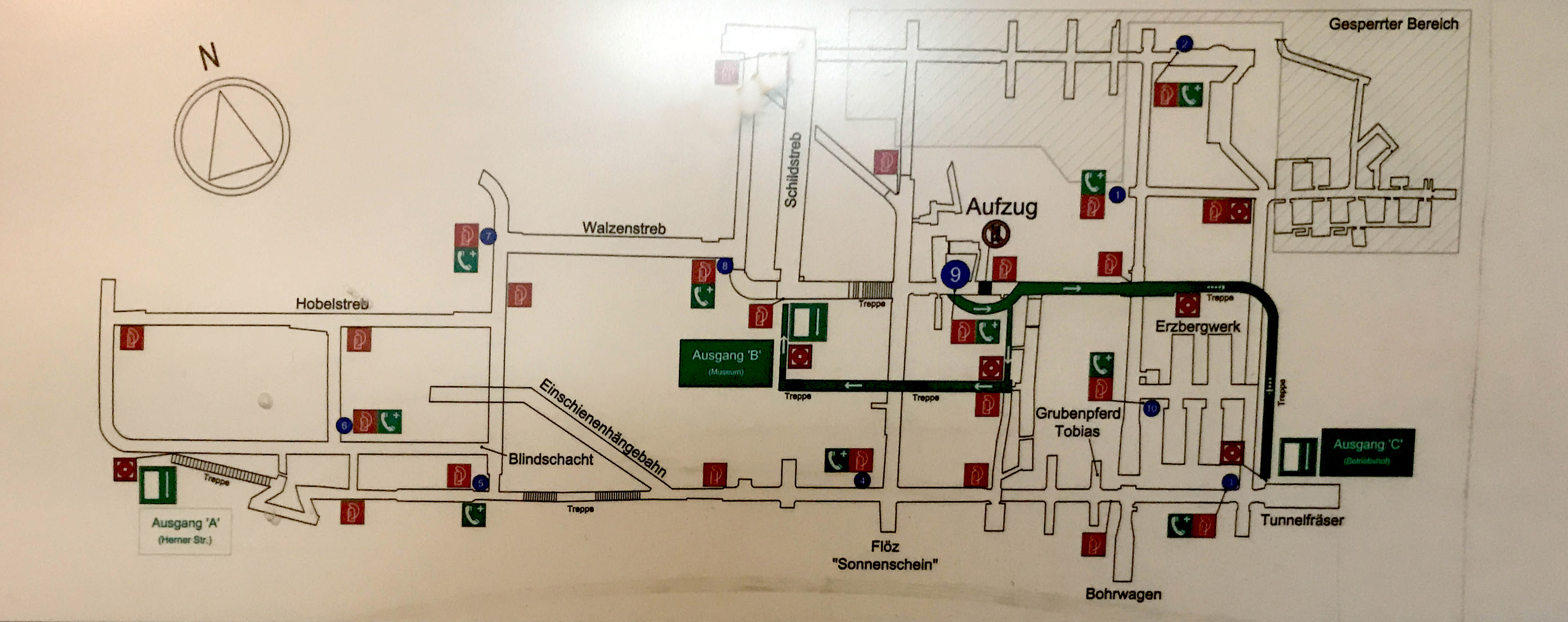
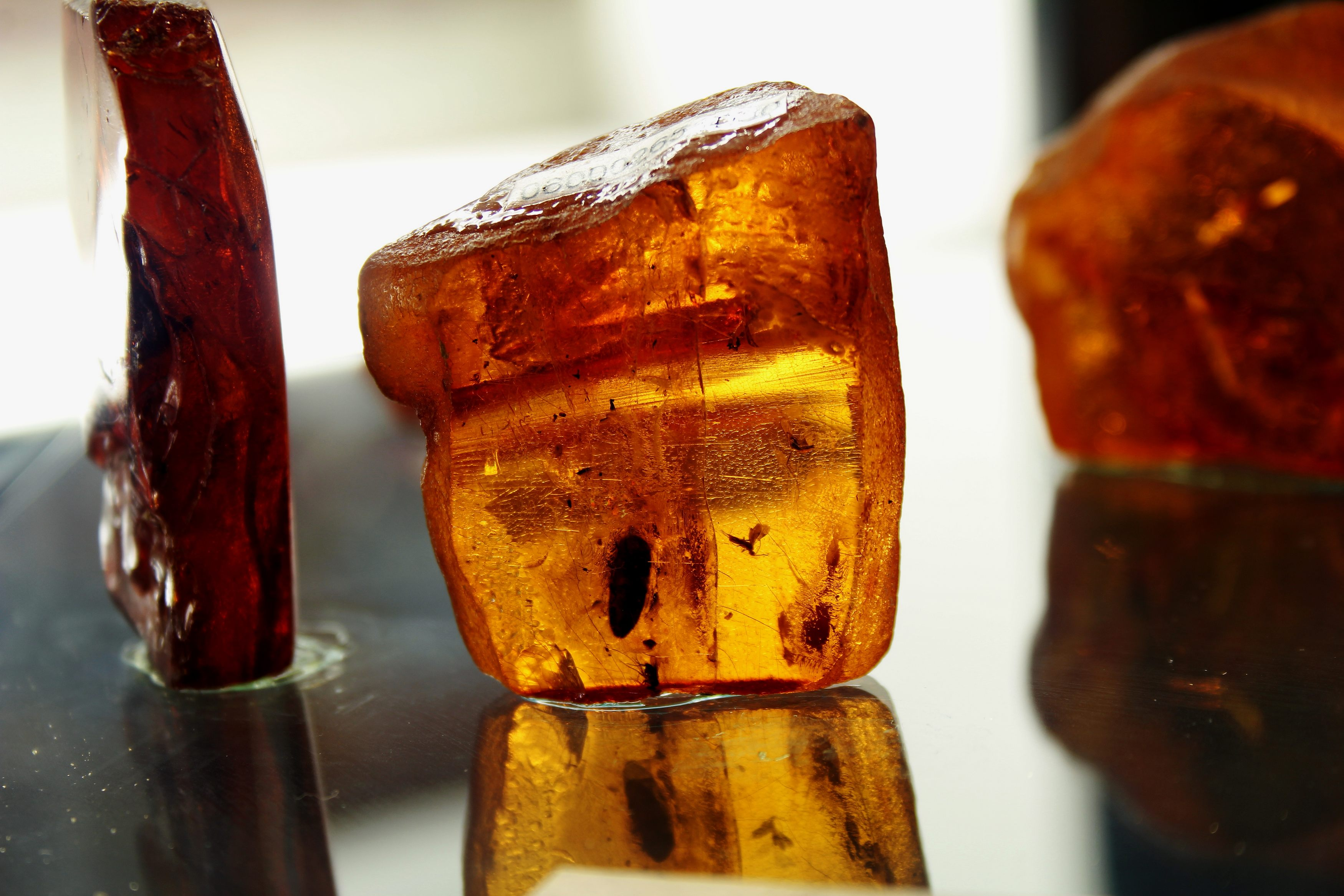
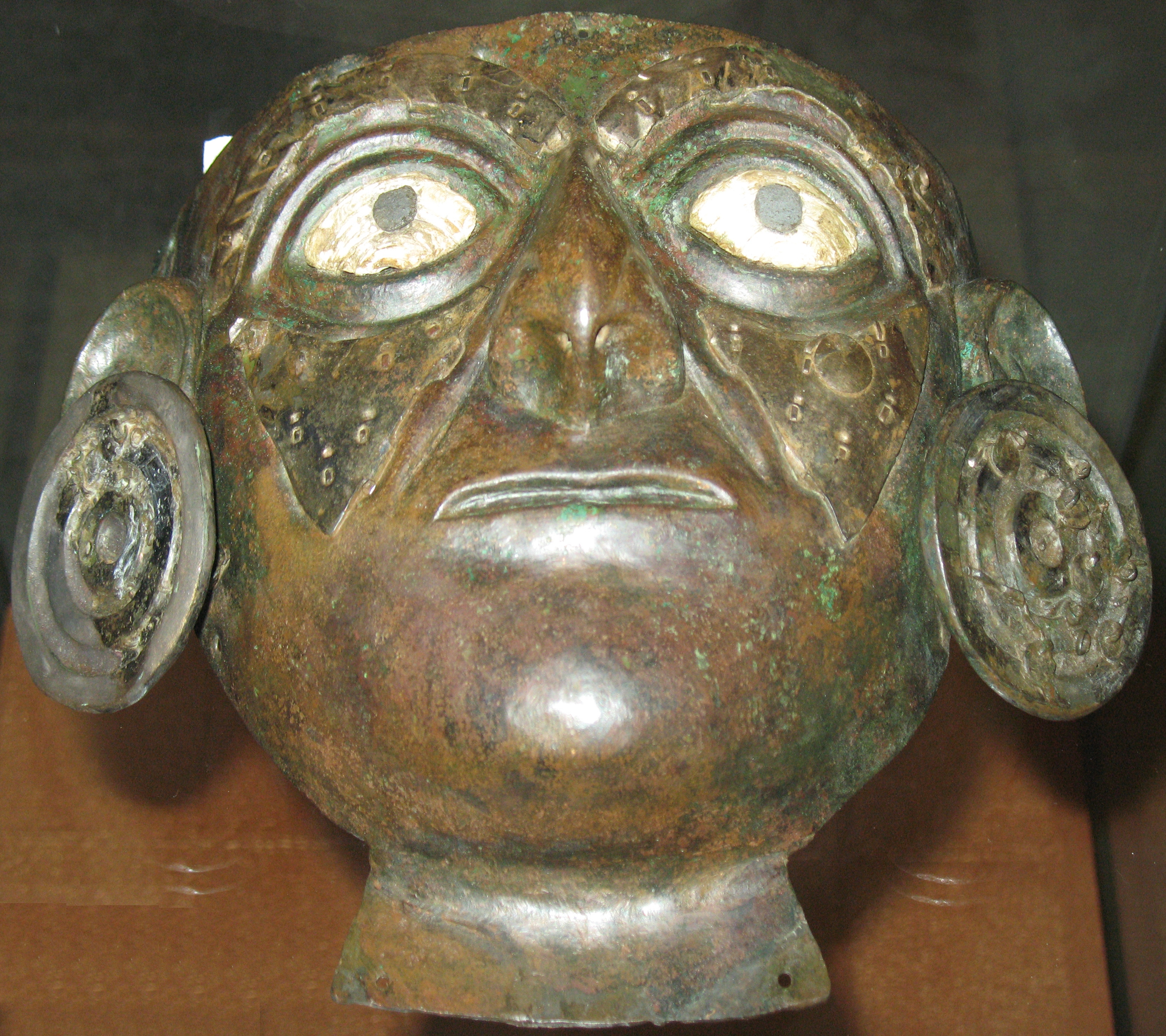
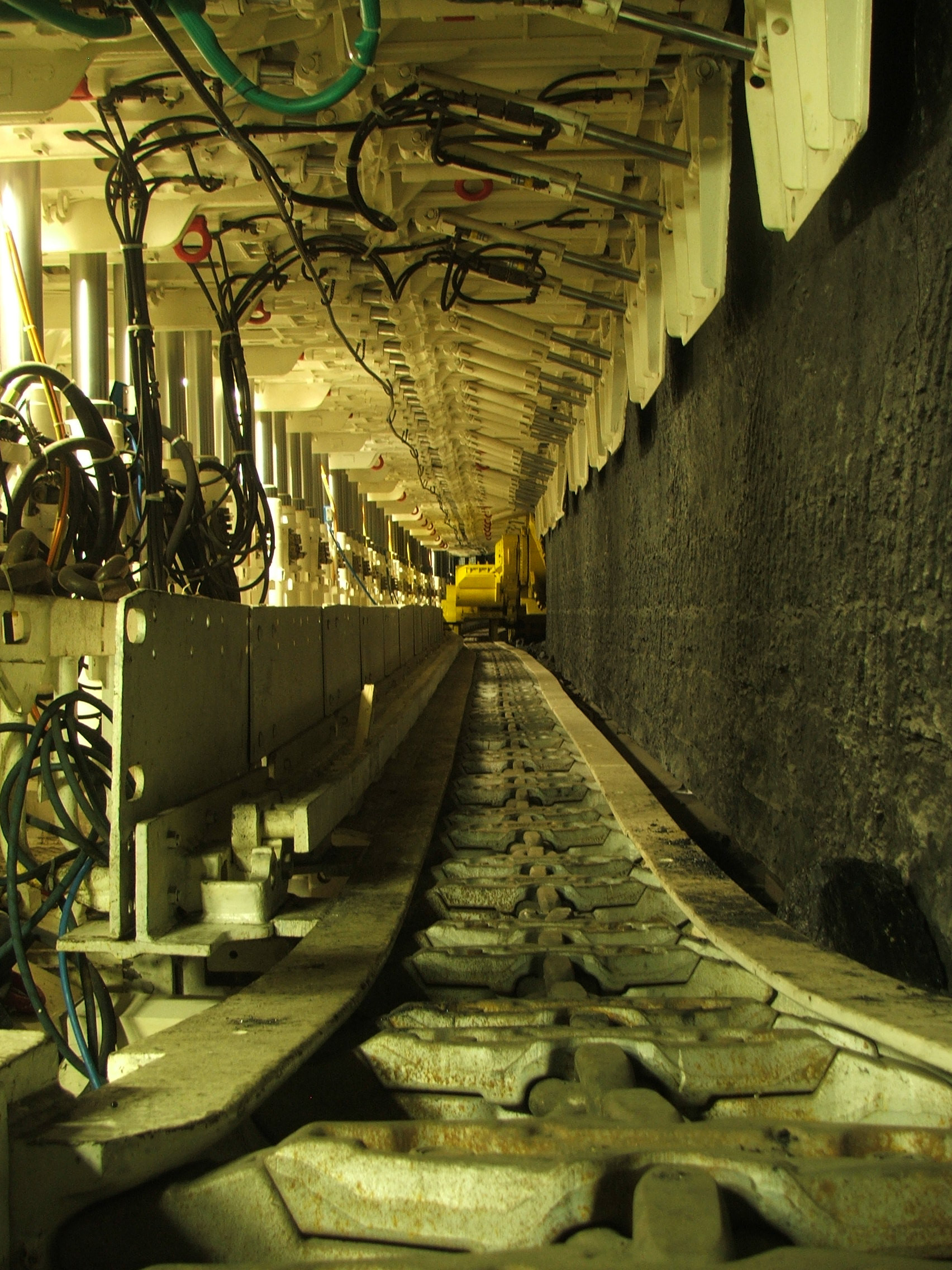
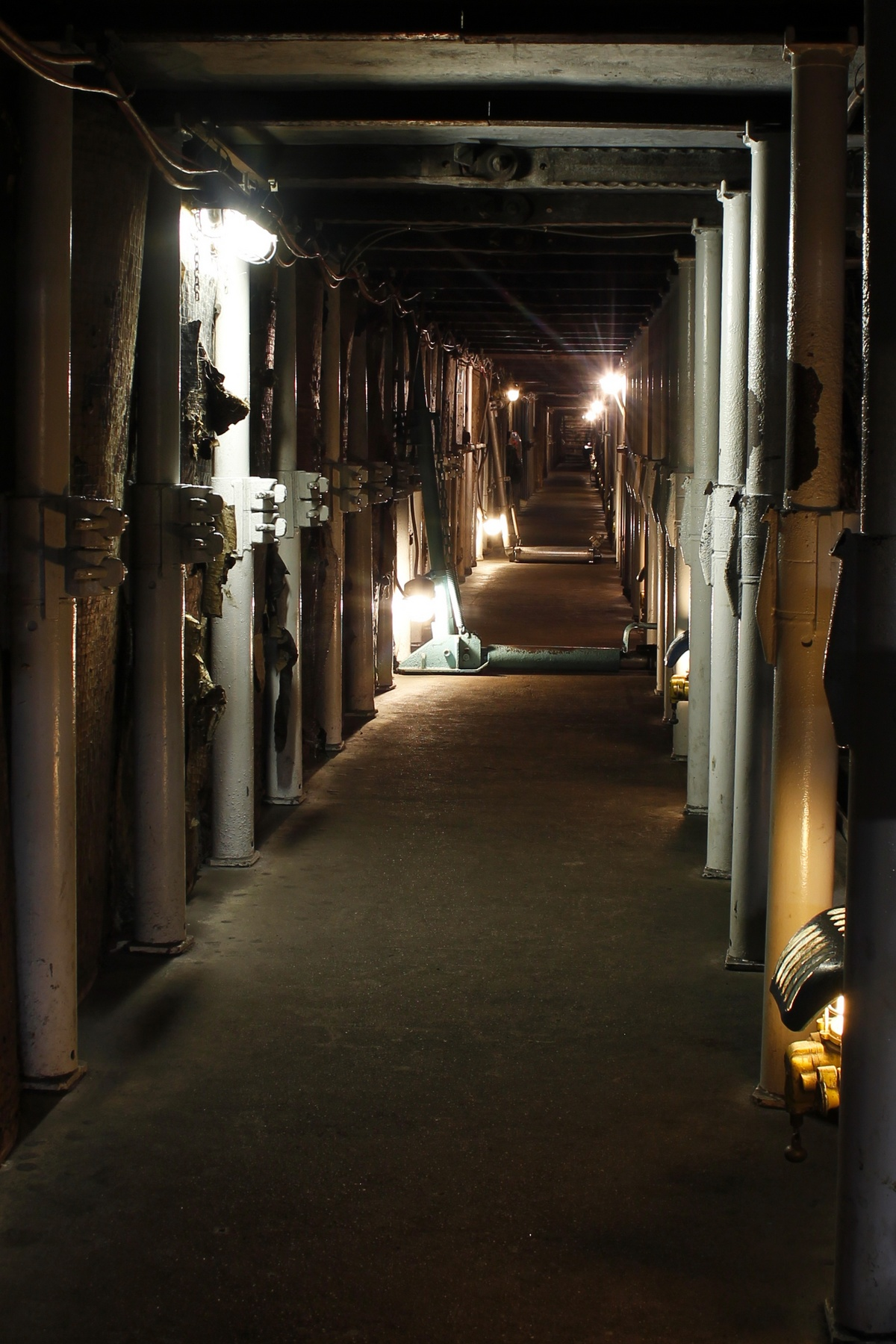
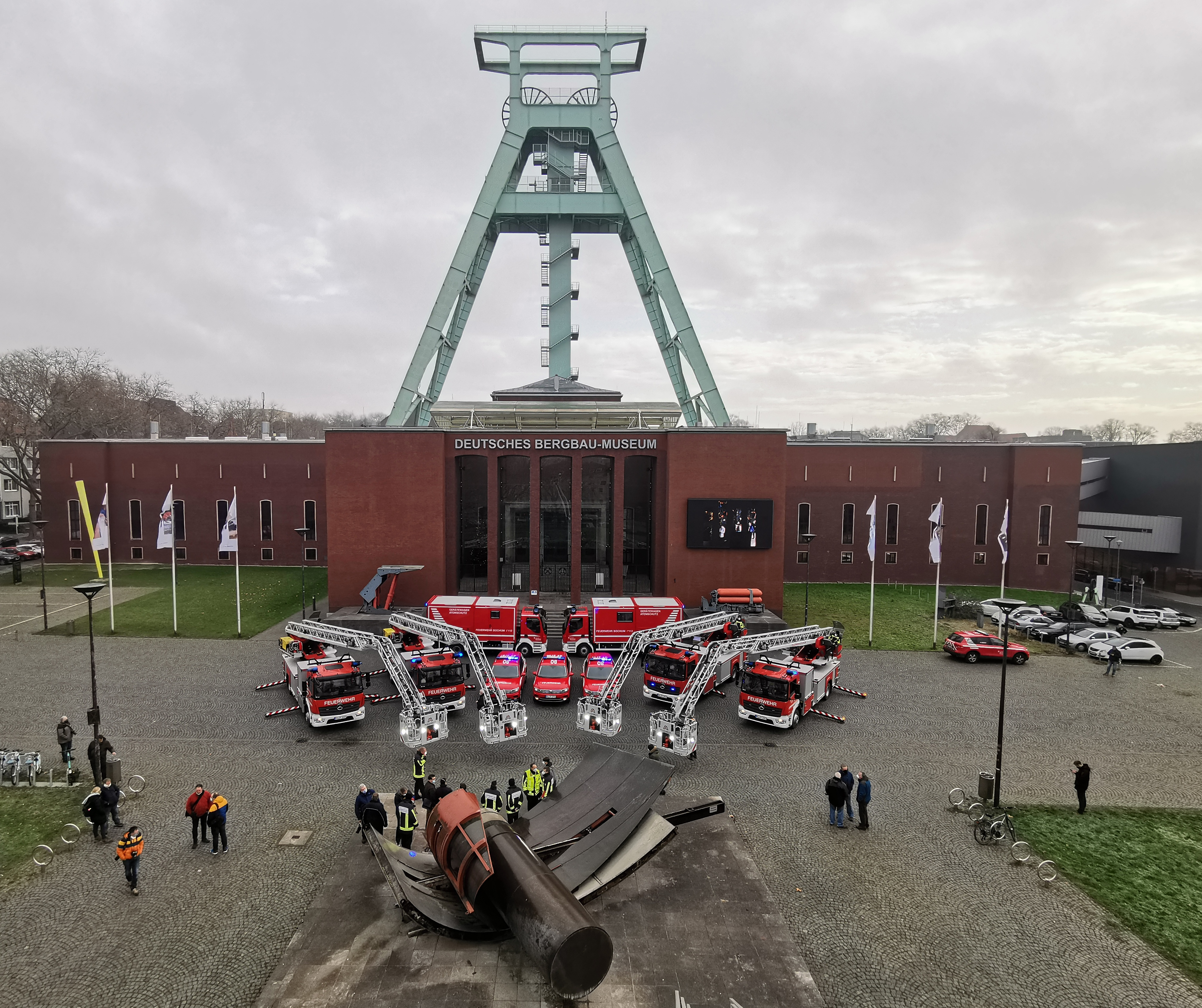